# 胡安·博特利亚
胡安·博特利亚（西班牙語：Juan Botella，1941年7月4日—1970年7月17日），墨西哥男子跳水运动员。他曾代表墨西哥参加1956年和1960年夏季奥林匹克运动会跳水比赛，其中1960年奥运会获得一枚铜牌。